# Johann Christian Schubart

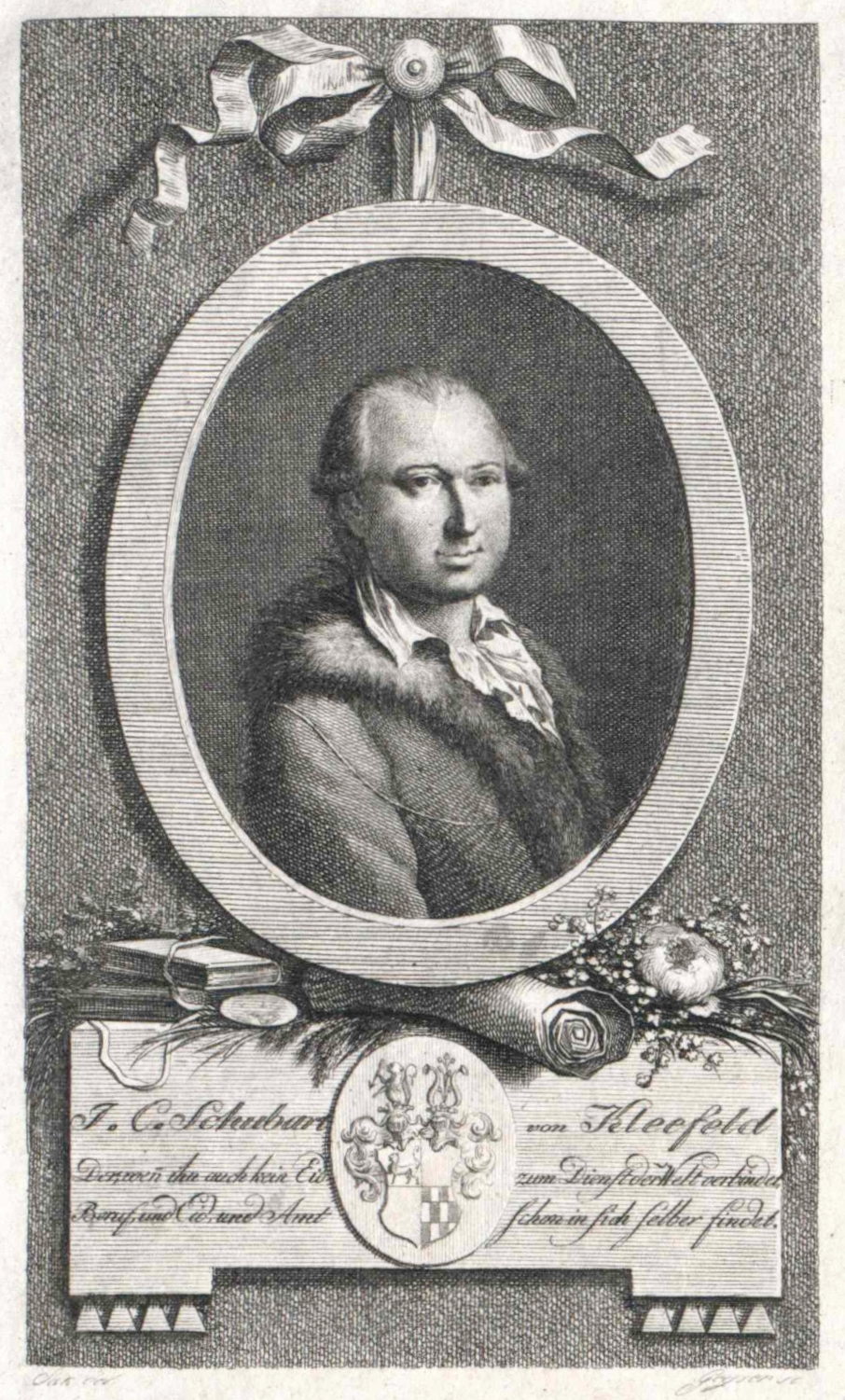
Johann Christian Schubart

Johann Christian Schubart, 1784 geadelt als Edler von dem Kleefelde, genannt auch Edler von Kleefeld (* 24. Februar 1734 in Zeitz; † 23. April 1787 in Würchwitz) war ein deutscher Landwirt, Agrarreformer und Freimaurer im 18. Jahrhundert. Er förderte nachhaltig den Kleeanbau in Deutschland.

## Lehr- und Wanderjahre

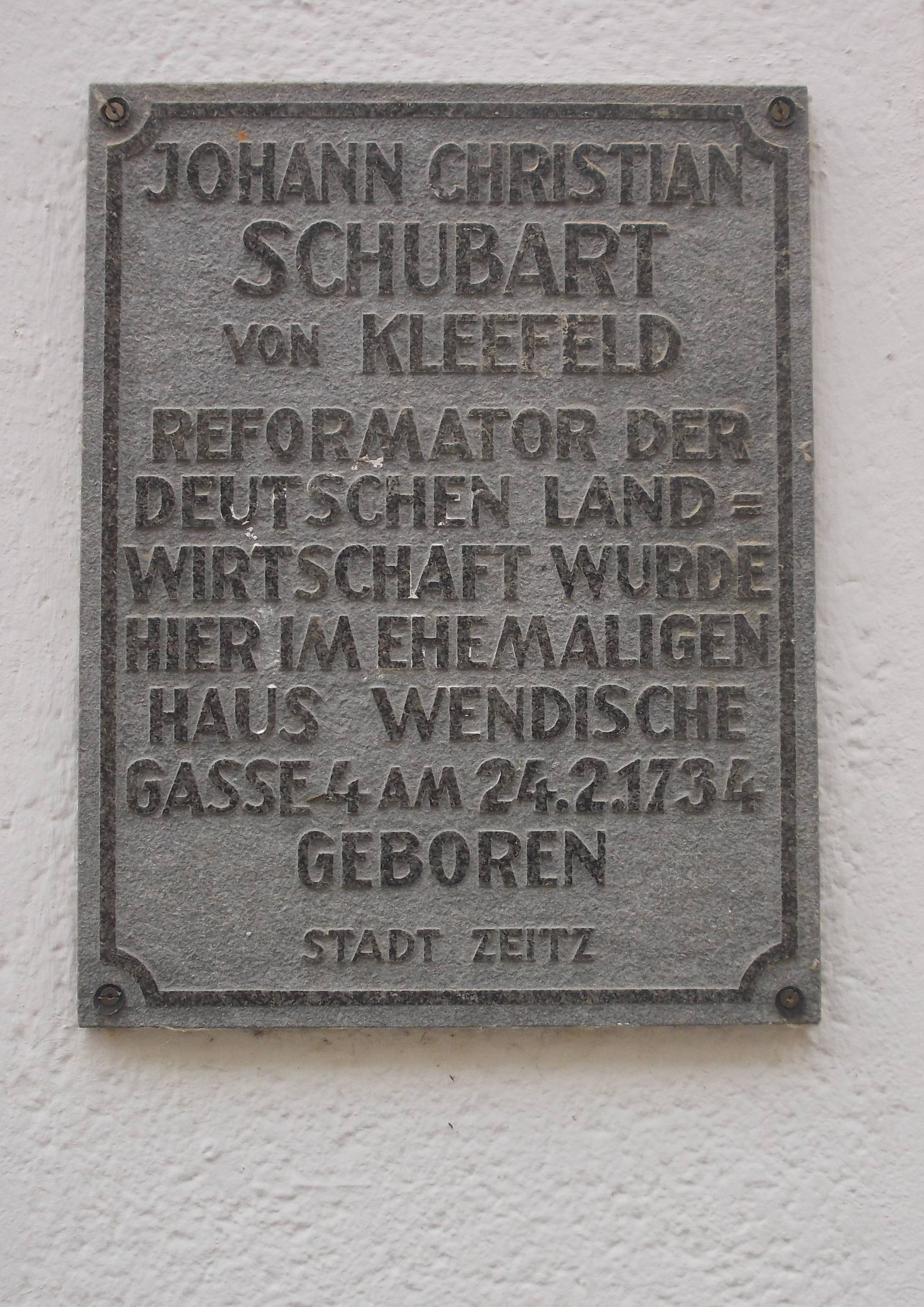
Gedenktafel an der Stelle von Schubarts Geburtshaus in Zeitz

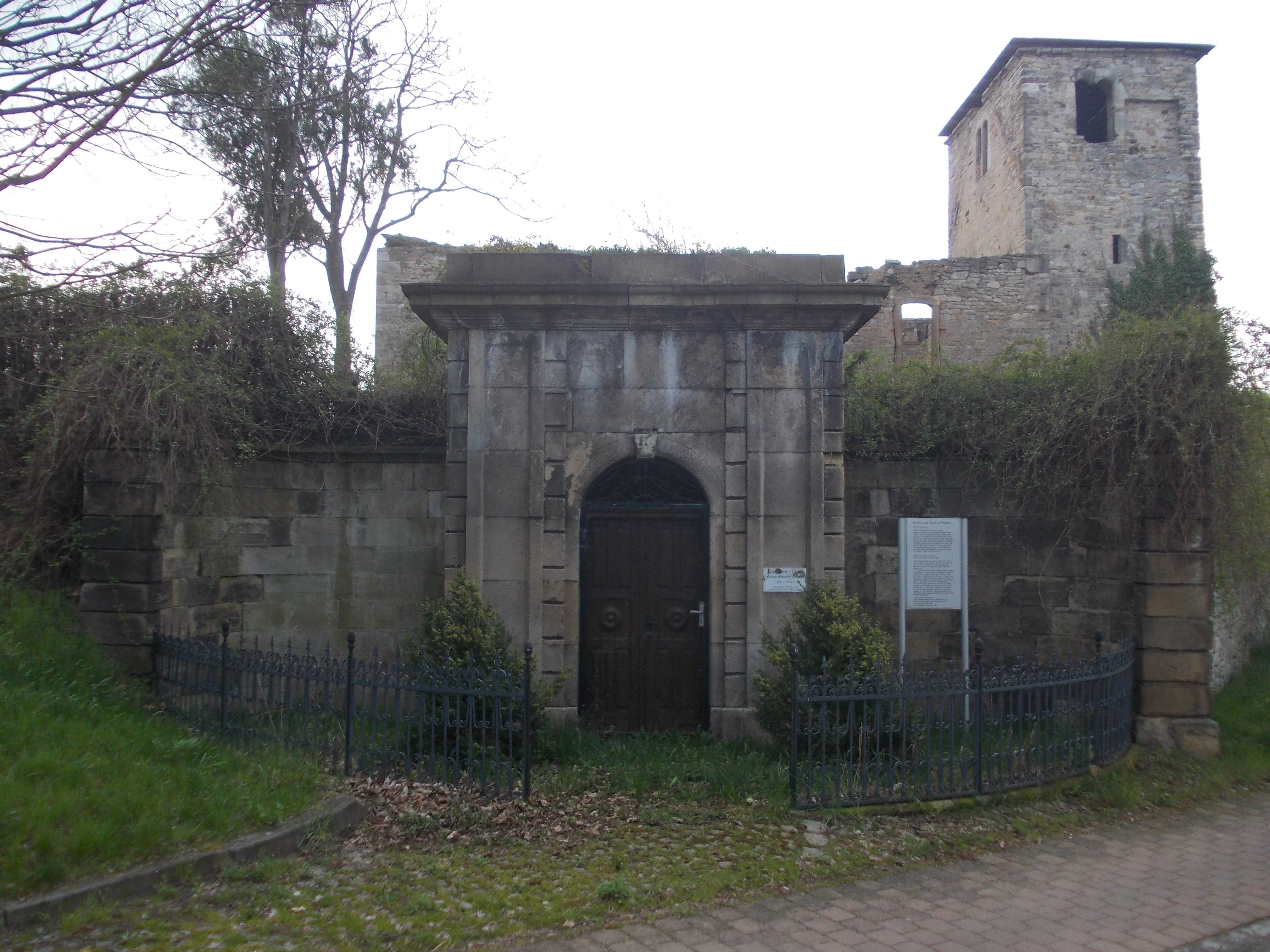
Gruft in Pobles

Schubart, Sohn eines (Leinen-)Webers und Tuchhändlers, erlernte in Zeitz den Beruf des Schreibers. 1750 verließ er seine Geburtsstadt. In den folgenden Jahren arbeitete er in verschiedenen Anstellungen als Schreiber und Sekretär, u. a. in Bad Lauchstädt, Leipzig und Wien. Während des Siebenjährigen Krieges war er „Generalsekretär“ hoher preußischer Offiziere und seit 1760 „Königlich Großbritannischer Kriegs- und Marschkommissar“ bei der englisch-hannoverschen Armee, die an der Seite des Preußenkönigs Friedrich II. kämpfte.
1762 trat Schubart in den Freimaurerorden ein, zunächst in die Braunschweiger Loge Jonathan. 1763 wurde er Mitglied der Großen Mutterloge „Zu den drei Weltkugeln“ (GNML (3WK)) in Berlin. Er erwarb rasch alle freimaurerischen Grade und wurde später sogar Großmeister. Schubart installierte am 28. November 1764 im Auftrag des Freiherrn von Hund die GNML (3WK) als Loge strikter Observanz. Im Auftrag seiner Großloge unternahm er als „Propagandist“, welcher den Ordensnamen Christianus Eques a Struthione trug, von 1763 bis 1767 ausgedehnte Reisen durch viele europäische Länder. Dabei entdeckte er seine Liebe zur Landwirtschaft. Er fand genügend Zeit, sich mit den Fruchtfolgen in unterschiedlichen Agrarregionen zu beschäftigen. In Süddeutschland, Frankreich und Italien studierte er besonders die Versuche, Klee als Futterpflanze anzubauen. Wegen verschiedener Kontroversen und Intrigen legte er nach sechsjähriger Tätigkeit alle seine Ämter in der Freimaurerei nieder.
Während seiner zahlreichen Reisen hatte sich Schubart wiederholt an deutschen Fürstenhöfen aufgehalten. 1767 war ihm vom hessischen Landgrafen der Titel Hofrat verliehen worden. Seit 1768 lebte Schubart in Leipzig. Als weitgereister und weltgewandter Hofrat fand er bald Anschluss an die Leipziger Gesellschaft. Am 3. Januar 1769 heiratete er Christine Karoline Mittler, die fünfzehn Jahre jüngere Tochter eines reichen Leipziger Kaufmanns. Mit dem Vermögen seiner Frau erwarb er das Rittergut Würchwitz bei Zeitz.

## Landwirt und Gutsherr
Seit 1771 betätigte sich Schubart als praktischer Landwirt. Auf den bisherigen Brachflächen seines Gutes Würchwitz bei Zeitz baute er Klee, Luzerne, Esparsetten, Rüben und Kartoffeln an. Wegen der (erst 1886 entdeckten) biotischen Stickstoffbindung der Knöllchenbakterien an den Wurzeln führte der Anbau der Hülsenfrüchtler (Klee, Luzerne, Esparsette) zu höheren Erträgen in der Fruchtfolge, wegen des hohen Eiweissgehalts der Futterpflanzen zur besseren Ernährung und Milchleistung der damit gefütterten Rinder. Gleichzeitig führte er die Sommerstallfütterung des Rindviehs ein. Zur Verbesserung seiner Einnahmen pflanzte er Tabak an und legte Gärten für die Färbepflanze Krapp an. In Würchwitz errichtete er eine Fabrik, in der der rote Farbstoff der Krapp-Pflanze verarbeitet wurde. 1774 erwarb Schubart noch zwei weitere Güter, die er von Verwaltern bewirtschaften ließ. Mit großem Eifer studierte er die landwirtschaftliche Literatur und führte einen umfangreichen Briefwechsel mit reformfreudigen Landwirten. Trotz mancher Rückschläge durch Missernten und Rechtsstreitigkeiten mit Nachbarn warfen seine Güter nach wenigen Jahren hohe Gewinne ab.

## Publizist und Kritiker
Ermuntert von Nathanael Gottfried Leske, Professor für Ökonomie an der Universität Leipzig, und der Leipziger Ökonomischen Societät, der er angehörte, betätigte sich Schubart seit 1781 auch als landwirtschaftlicher Schriftsteller. Zunächst veröffentlichte er in der Zeitschrift „Magazin für Naturkunde, Mathematik und Oeconomie“ mehrere Beiträge über seine Anbauerfahrungen mit Klee, Rüben und Tabak. Dabei wurde ihm bewusst, dass Fortschritte in der Landwirtschaft nicht primär durch Verbesserung der Anbaumethoden und mit der Einführung neuer Kulturpflanzen zu erreichen sind, sondern dass vor allem die bestehende Agrarverfassung verändert werden muss. Dieser Grundgedanke wurde zum Inhalt seiner 1783 veröffentlichten Schrift Hutung, Trift und Brache; die größten Gebrechen und die Pest der Landwirthschaft (s. dazu Hutung, Trift und Brache). Vehement wandte sich hier Schubart gegen die feudalen Weide- und Triftrechte, die die Bauern zum Brachliegen der Ackerflächen zwangen.
1783 erhielt Schubart von der Preußischen Akademie der Wissenschaften zu Berlin den ersten Preis für seine eingereichte Preisschrift „Abhandlung über die verschiedenen Eigenschaften und den vortheilhaften Anbau der Futterkräuter“. In kräftiger und freimütiger Sprache hat Schubart hier seine Erfahrungen über den Anbau von Rotklee, Luzerne und Esparsetten dargestellt und auch die agrarpolitischen Voraussetzungen für einen erfolgreichen Futterbau deutlich herausgearbeitet. Diese Schrift erschien 1784 im Buchhandel, erweitert durch ein Vorwort von Schubart, unter dem Titel „Gutgemeinter Zuruf an alle Bauern, die Futtermangel leiden ...“. Bei den Bauern fand sie einen erstaunlichen Widerhall. Noch zu Lebzeiten Schubarts erlebte sie neun Auflagen, die unrechtmäßigen Nachdrucke nicht mitgerechnet. Die Schrift galt für Jahrzehnte als das „Volkslesebuch“ über den Kleeanbau. Übersetzungen erschienen in vielen europäischen Sprachen.

## Ehrungen in Wien
Großes Interesse an dem von Schubart propagierten Kleeanbau zeigten führende Landwirte in den böhmisch-österreichischen Ländern, da Kaiser Joseph II. 1781 die Leibeigenschaft aufgehoben hatte. Auf Empfehlung böhmischer Adliger erhob Joseph II. am 7. Dezember 1784 Johann Christian Schubart unter Beilegung des Prädikats „Edler von dem Kleefelde“ in den Reichsadelsstand. Im folgenden Jahr reiste Schubart nach Wien. Er wurde von Joseph II. in Audienz empfangen und auch zur kaiserlichen Tafel eingeladen.
1793 ließ Graf Franz I. zu Erbach-Erbach einen Kleetaler prägen. Er kannte Schubart persönlich und nahm bei der Einführung des Kleeanbaus ausdrücklich Bezug auf seine Schriften.

## Nachruhm
Johann Christian Schubart ging als „Kleeapostel“ in die Agrargeschichte ein. Er war zwar nicht der Begründer des Kleeanbaus in Deutschland, er hat aber durch sein engagiertes Wirken entscheidende Anstöße gegeben, den Klee und andere Futterpflanzen in die Fruchtfolgesysteme einzugliedern. Als Aufklärer und Propagandist gehört er zu den bedeutendsten Förderern der Landwirtschaft im 18. Jahrhundert. Albrecht Daniel Thaer, mit dem Schubart seine Anbauversuche ausgebaut hatte, sah in ihm einen „Wohltäter der Menschheit“. 1851 errichteten Landwirte in Würchwitz ein Schubart-Denkmal. Seitdem feiern die Einwohner von Würchwitz alljährlich im Juni zu Ehren Schubarts das „Kleefest“.

## Hauptwerke
- Hutung, Trift und Brache; die größten Gebrechen und die Pest der Landwirthschaft. Leipzig 1783.
- Ökonomisch-kameralistische Schriften. Leipzig 1883; 3. Auflage. H. 1–5 u. H. 6, 1. Auflage. ebd. 1786.
- Gutgemeinter Zuruf an alle Bauern, die Futtermangel leiden, besonders an die Kursächsischen. Nebst einer bewärten Anleitung, wie sie leicht und häufig dazu gelangen, folglich auch wohlhabend werden können. Leipzig 1784, zahlreiche weitere Auflagen und unrechtmäßige Nachdrucke.
- Ökonomischer Briefwechsel. H. 1–4, Leipzig 1786.
- J. C. Schubarts von Kleefeld Landwirthschaftslehre zum gemeinnützigen Gebrauch für Landwirthe. Nach einem Manuskript aus seinem Nachlaß. Herausgegeben von C. F. R. G. Schubart von Kleefeld (Sohn von J. C. Schubert). Leipzig 1797.